# Rajnai Sándor (színművész)
Rajnai Sándor (Arad, 1911. március 15. – Budapest, 1979. május 9.) magyar szcenikus, díszlettervező, színész, Rajnai Gábor színész unokaöccse.

## Élete
Az 1930-as évek második felében színészként kezdett a kolozsvári Magyar Színházban. 1935 tavaszán, Nagyváradon szerelmi bánatában öngyilkosságot kísérelt meg. 1940 és 1944 között a kolozsvári Nemzeti Színházban volt szcenikus, díszlettervező és műszaki vezető. Hasonló munkakörben dolgozott 1946-tól 1954-ig a Szegedi Nemzeti Színházban, majd a Színházak Központi Műtermeinek igazgatója lett, később a Fővárosi Operettszínház, 1962 és 1964 között a Magyar Állami Operaház, 1964 és 1969 között a Vígszínház műszaki vezetőjeként dolgozott. A színház- és színpadépítés, berendezés, működtetés újító szellemű mestere volt. 

## Főbb tervei
- Gorkij: Ellenségek, Kispolgárok
- Eisemann Mihály: Bástyasétány 77.